# Garrote vil

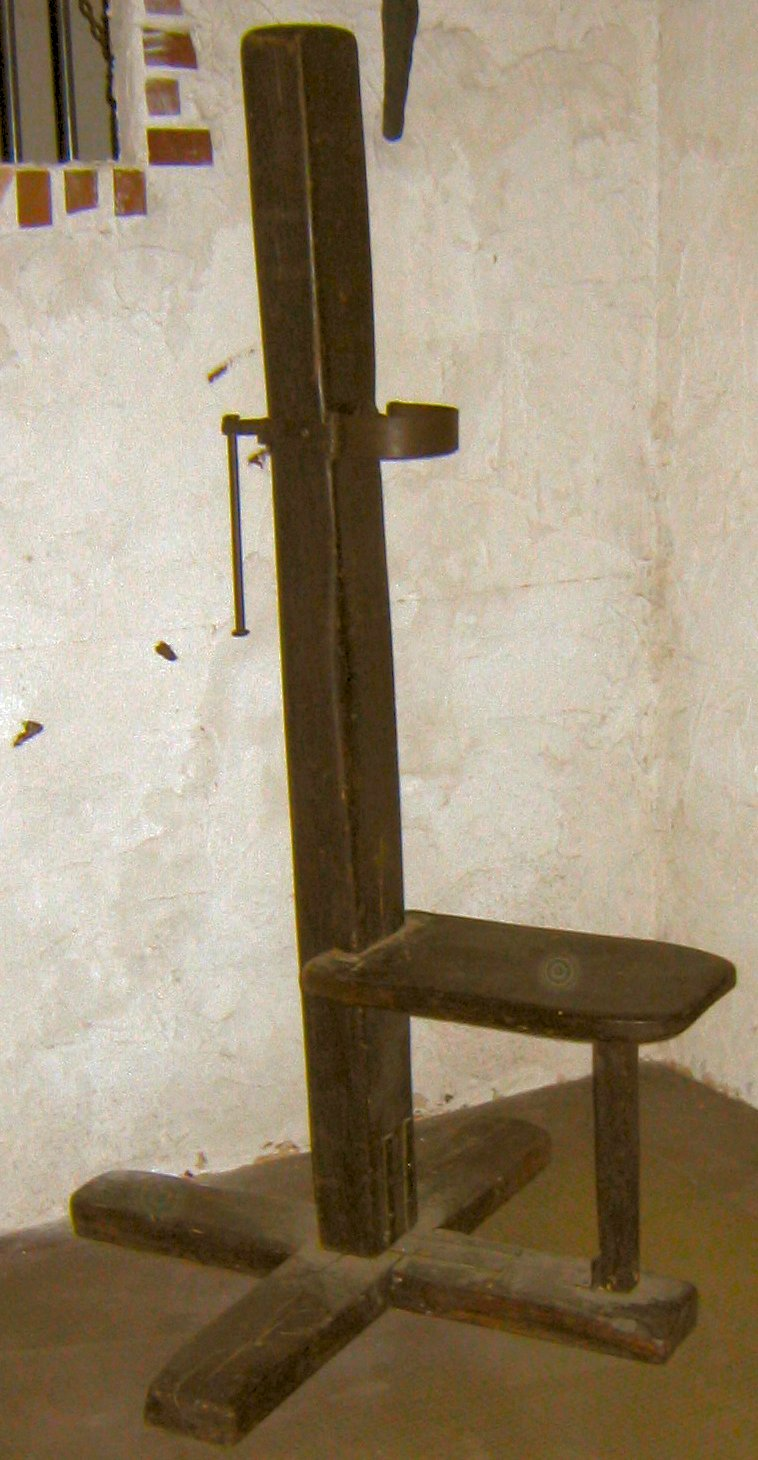
Garrote en el Museo de la tortura, en Friburgo de Brisgovia, Alemania

El garrote vil o simplemente garrote fue una máquina utilizada para aplicar la pena capital.
Se empleó en España y estuvo vigente legalmente desde 1820 hasta la abolición de la pena de muerte, aprobada por la Constitución de 1978, aunque las últimas ejecuciones con esta máquina fueron las de Salvador Puig Antich y Heinz Chez el 2  de marzo de 1974, a finales del franquismo. También se usó en los territorios españoles de ultramar Cuba, Puerto Rico y Filipinas.

## Mecanismo de acción
El mecanismo del «garrote», en su forma más evolucionada, consistía en un collar de hierro atravesado por un tornillo acabado en una bola. Al girarlo, causaba a la víctima la rotura del cuello. La muerte se producía por la dislocación de la apófisis odontoides de la vértebra axis sobre la atlas en la zona cervical de la columna.
Si la lesión producida aplasta el bulbo raquídeo o rompe la cervical con corte medular, se produce un coma cerebral y la muerte instantánea. Pero esto depende en gran medida de la fuerza física del verdugo y la resistencia del cuello del condenado. La experiencia demostró que raramente sucedía así, ya que la muerte solía sobrevenir por el estrangulamiento resultante de lesiones en la laringe y en el hueso hioides. En múltiples casos, se alargaba la agonía del condenado. Por ejemplo, el informe médico de la ejecución de José María Jarabo en 1959 detallaba que la muerte se había producido con «excesiva lentitud». El fallecimiento se demoró 25 minutos, después de una verdadera tortura. Jarabo tenía un cuello poderoso y su verdugo, Antonio López Sierra, era bastante débil físicamente.

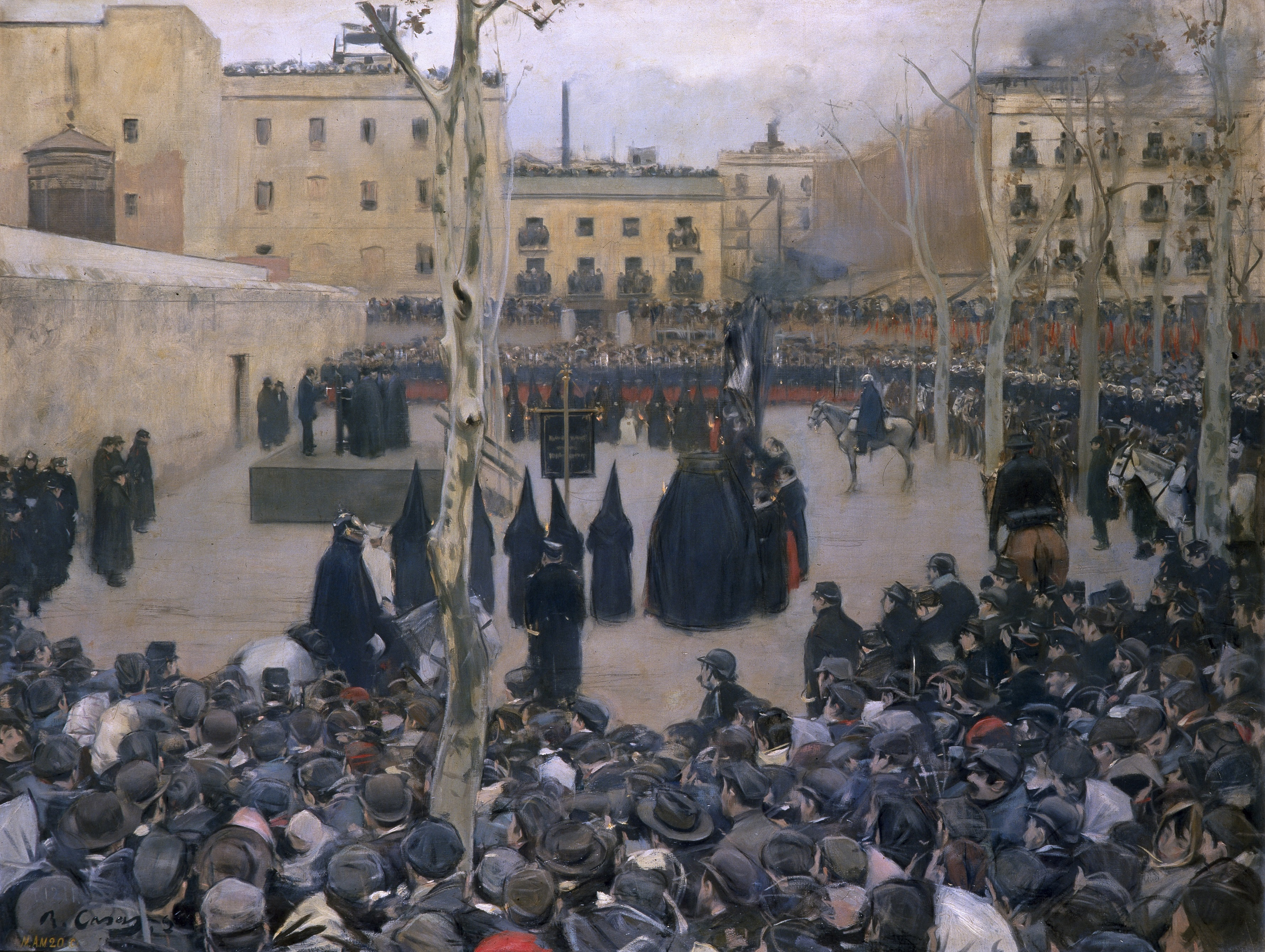
El garrote vil, pintura de Ramón Casas de 1894

## Historia

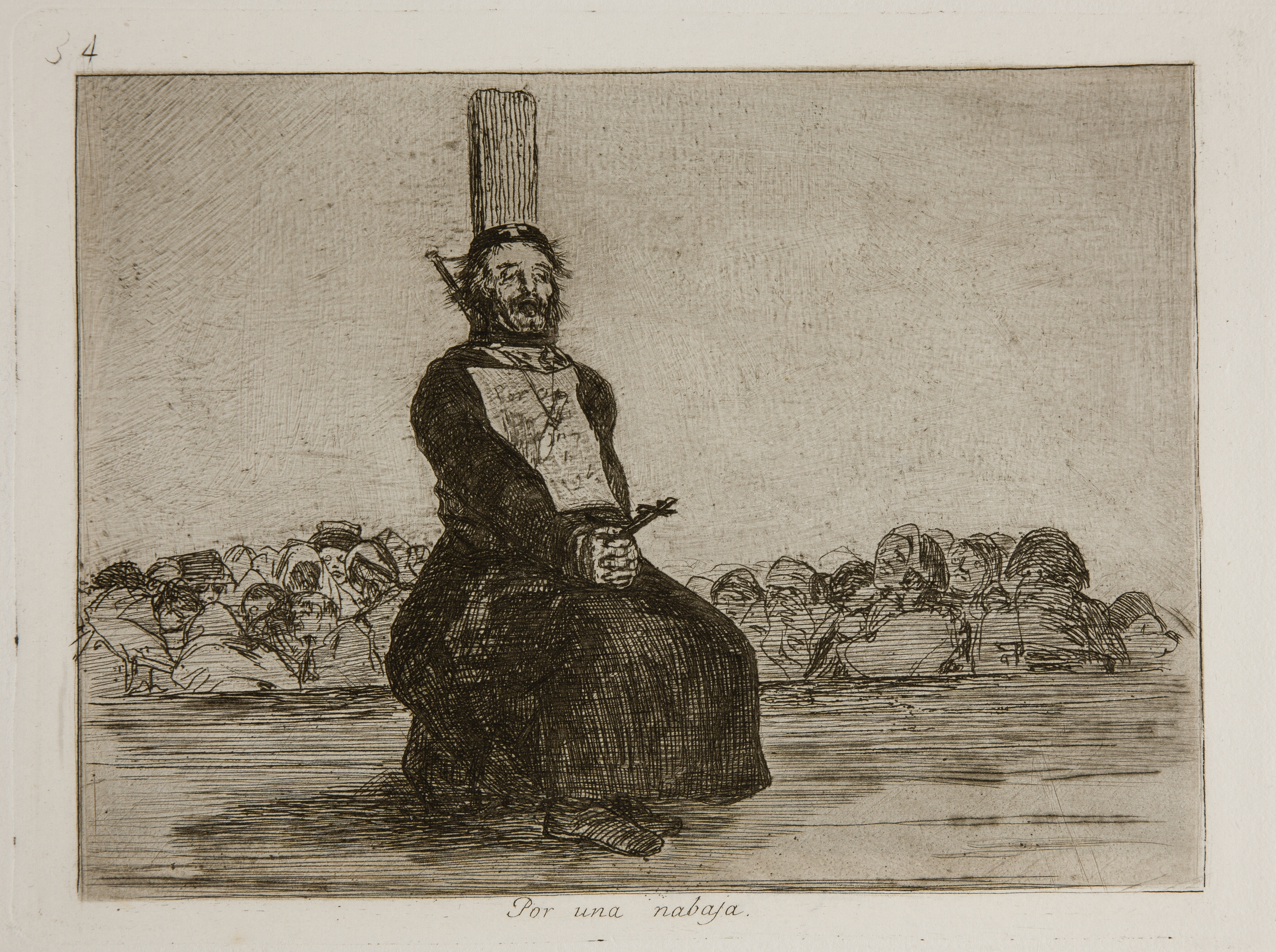
Por una navaja, dibujo de Francisco de Goya para la serie Los desastres de la guerra, donde representa el horror y la crueldad vividos por la población durante la invasión francesa de España (1809-1814). En este caso, muestra a un civil ajusticiado por las autoridades napoleónicas por la posesión de una navaja, una herramienta muy común entre los artesanos y trabajadores de principios del.

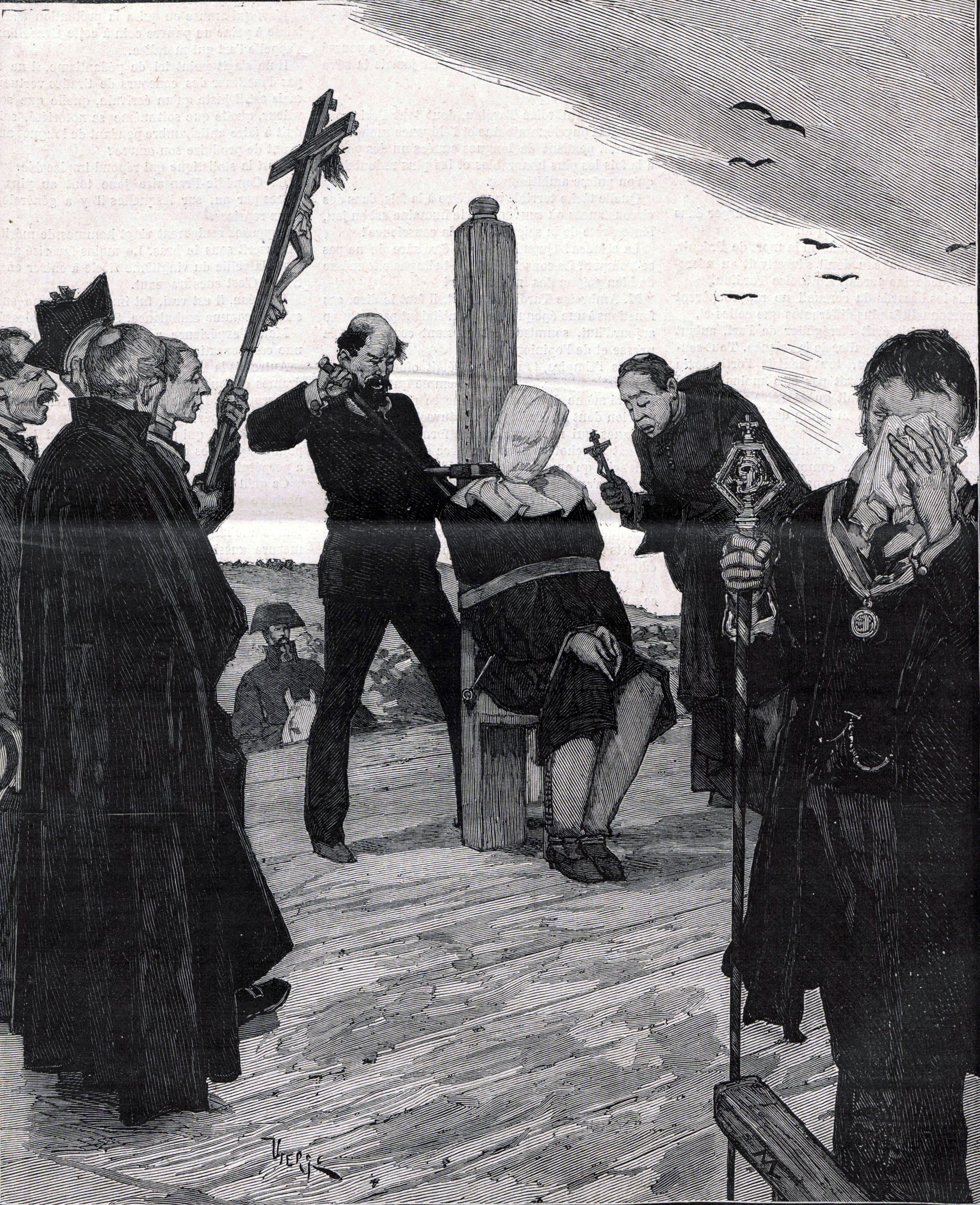
Ejecución de Oliva Moncasi (autor de un atentado contra el rey Alfonso XII de España) el 4 de enero de 1879 en el Campo de Guardias de Chamberí

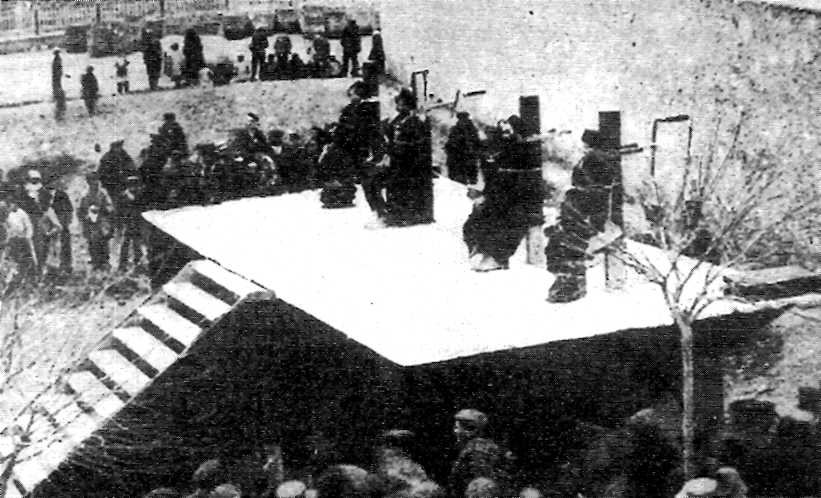
Fotografía del cadalso de los cuatro ajusticiados tras los Sucesos de Jerez de 1892 por garrote vil.

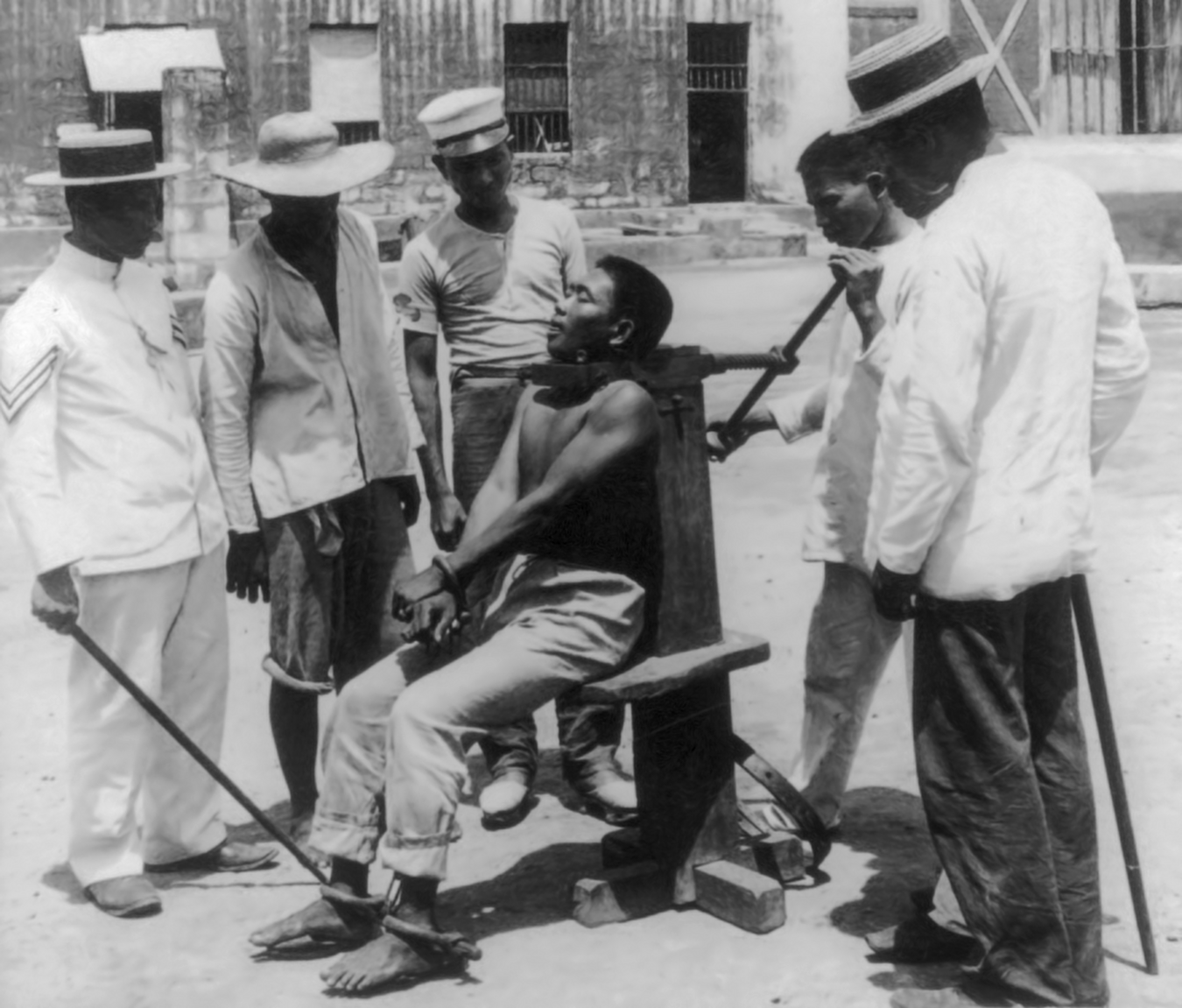
Ejecución por garrote vil en Filipinas en 1901

El garrote (en latín: laqueus) como instrumento de ejecución data de la República romana. Se sabe que, una vez sofocada la segunda rebelión de Catilina, Publio Cornelio Léntulo Sura fue estrangulado con otros conspiradores por medio del laqueus, como reflejan algunos bajorrelieves de la época.
El adjetivo «vil» deriva del sistema de leyes estamentales en el medievo. Por una cuestión simbólica, la decapitación con espada se consideraba reservada a la nobleza. En cambio, para la «plebe» se mantenía la ejecución «vulgar» mediante «garrote». Posteriormente se aplicó la ejecución por compresión del cuello de la víctima, con lo que se conservó el nombre.
El garrote también fue utilizado durante la Edad Media, tanto en España como en Portugal. También fue empleado en América, particularmente en la ejecución de Atahualpa, el último emperador inca, en la ciudad de Cajamarca, en 1533.
Más adelante, el garrote fue refinado. La variante catalana incluía un punzón de hierro que penetraba por la parte posterior y destruía las vértebras cervicales.

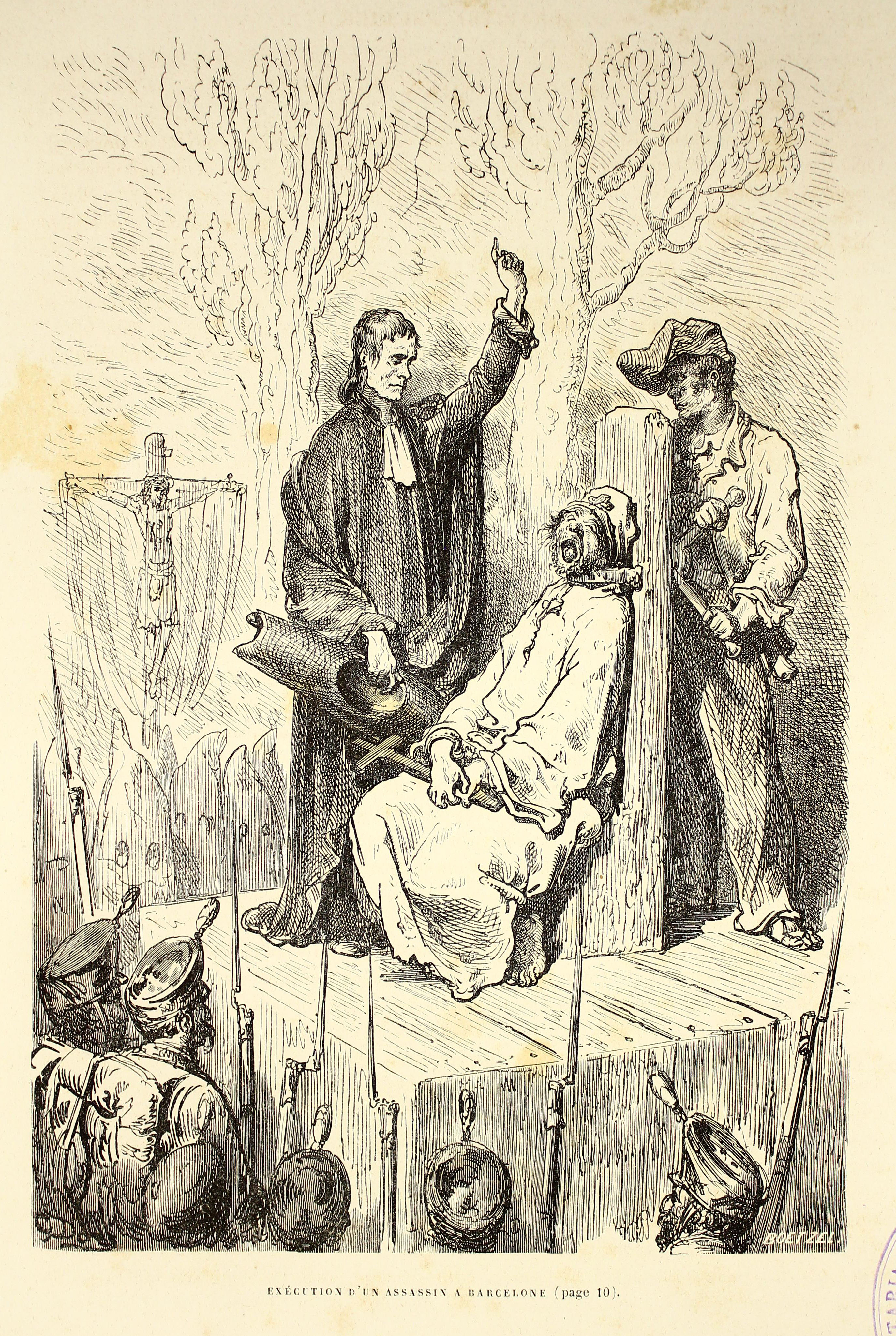
«Exécution d'un assassin a Barcelone» (Ejecución de un asesino en Barcelona), de Gustave Doré, publicado en L'Espagne, 1874

El ahorcamiento se consideraba excesivamente cruel, ya que el lapso hasta la muerte era mucho más largo. A principios del siglo XIX, este argumento se mostró válido y se instauró el garrote, con sus refinamientos, como mecanismo de ejecución. Posteriormente los ingleses perfeccionaron la técnica de ahorcamiento mediante caída larga y escotillón, que convirtió este procedimiento en más rápido y menos cruel.
El uso del garrote se generalizó a lo largo del siglo XIX favorecido por la simplicidad de su fabricación, que estaba al alcance de cualquier herrero. Mediante decreto de 24 de abril de 1832, el rey Fernando VII abolió la pena de muerte en la horca y la sustituyó por el uso del garrote:

Deseando conciliar el último e inevitable rigor de la justicia con la humanidad y la decencia en la ejecución de la pena capital, y que el suplicio en que los reos expían sus delitos no les irrogue infamia cuando por ellos no la mereciesen, he querido señalar con este beneficio la gran memoria del feliz cumpleaños de la Reina mi muy amada esposa, y vengo a abolir para siempre en todos mis dominios la pena de muerte por horca; mandando que adelante se ejecute en garrote ordinario la que se imponga a personas de estado llano; en garrote vil la que castigue delitos infamantes sin distinción de clase; y que subsista, según las leyes vigentes, el garrote noble para los que correspondan a la de hijosdalgo.

Cada tipo de ejecución llevaba aparejada una escenificación distinta. Cada una se diferenciaba principalmente por la conducción hasta el garrote. Los condenados a garrote noble iban en caballo ensillado, los de garrote ordinario iban en mula o caballo y los de garrote vil en burro, sentados mirando hacia la grupa, o arrastrados. Sin embargo, es esta última denominación la que ha prevalecido. La ejecución se anunciaba con unos tambores con el parche flojo, no tirante, que se llamaban «cajas destempladas», de donde ha quedado la expresión.

## Abolición

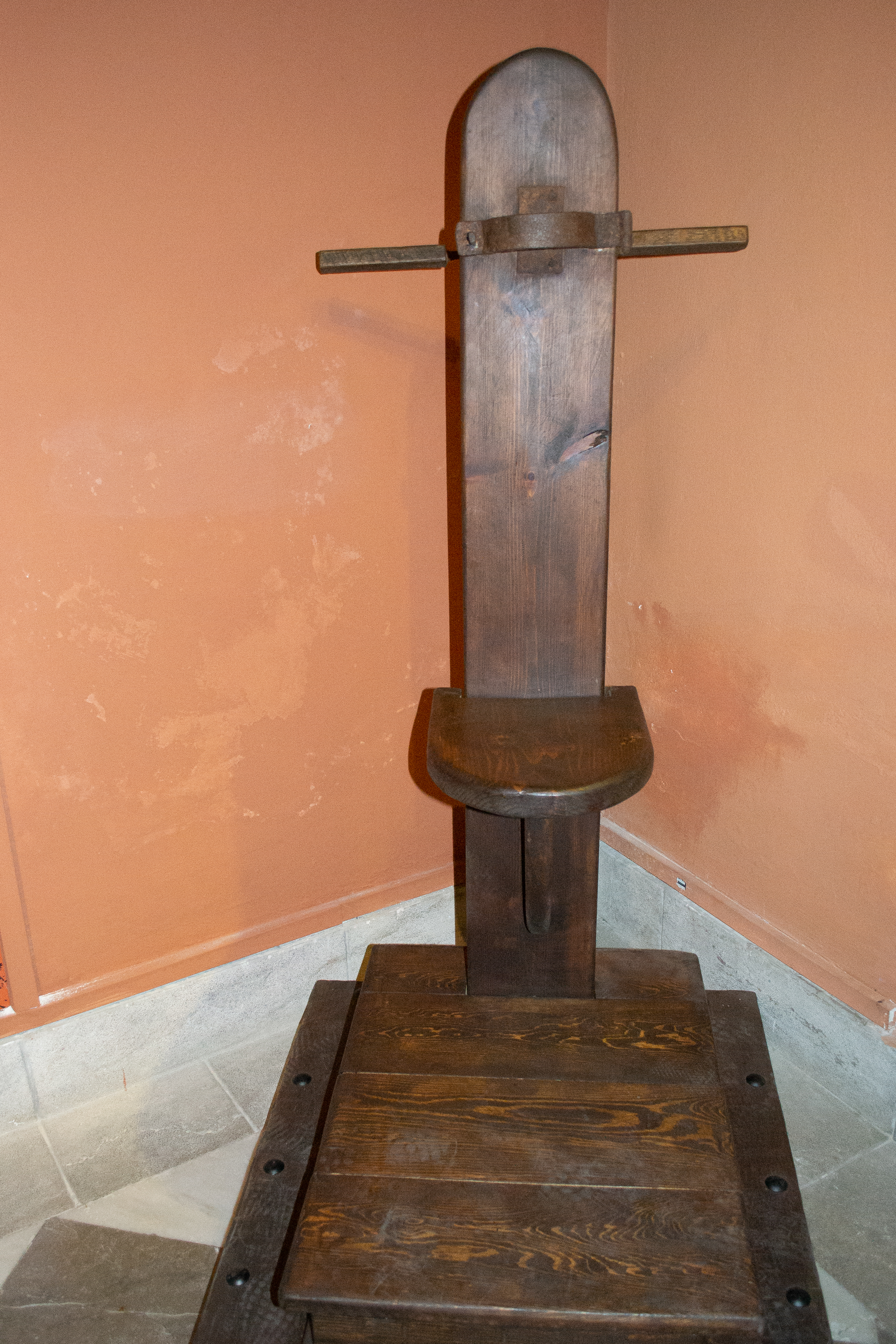
Garrote vil. Exposición Inquisición en el Palacio de los Olvidados de Granada

Las últimas personas en pasar por el garrote fueron el anarquista catalán Salvador Puig Antich, en la Cárcel Modelo de Barcelona, y el delincuente común Georg Michael Welzel (Heinz Chez) en la de Tarragona. Georg, de origen pretendidamente polaco, en realidad era alemán y se llamaba Georg Michael Welzel. Sus ejecuciones tuvieron lugar el 2 de marzo de 1974. En 1977, José Luis Cerveto Goig, «el asesino de Pedralbes», fue condenado a garrote por un doble asesinato, aunque finalmente fue indultado. La última mujer ejecutada en España fue Pilar Prades Expósito, en la cárcel de Valencia en 1959.
En Filipinas la pena de muerte por garrote no fue abolida después de pasar a ser colonia estadounidense en 1898. En Puerto Rico se llevaron a cabo al menos cuatro ejecuciones mediante este método antes de convertirse en Estado Libre Asociado estadounidense en 1952, aunque la pena de muerte fue abolida en 1929 en la isla. La última ejecución tuvo lugar en 1926.
Durante el período histórico conocido como «transición española» fue abolida definitivamente la pena de muerte.
- En 1978 se publicó el «Proyecto de Ley sobre la abolición de la pena de muerte en el Código Penal Común».[6] Este es el antecedente del artículo 15 del Capítulo II, Sección 1.ª, de la Constitución Española, que establece la abolición de la pena de muerte «salvo lo que puedan disponer las leyes penales militares para tiempos de guerra».
- En 1983 la Reforma del 25 de junio supuso la desaparición en el Código Penal de la pena de muerte para todos los delitos.[7]

Aunque la Constitución Española aún mantiene la formulación «salvo lo que puedan disponer las leyes penales militares para tiempos de guerra», esta posibilidad no se recoge en el Código de Justicia Militar. Al ser la Constitución la norma jurídica suprema, la legislación española aún podría formular o modificar las leyes en tal sentido. Es decir, en tiempos de guerra podría aplicarse la pena de muerte si se legislase al efecto.
La Ley Orgánica 11/1995, de 27 de noviembre, que abolía la pena de muerte en tiempo de guerra, vino a completar la abolición y a convertirla en absoluta.
España ratificó el Protocolo n.º 13 a la Convención Europea de Derechos Humanos, que establece la abolición de la pena de muerte en cualquier circunstancia, el 16 de diciembre de 2009.